# Срібляста шерстиста мавпа
Срібляста шерстиста мавпа ( Lagothrix lagothricha poeppigii ), також відома як шерстиста мавпа Поеппіга або червона шерстиста мавпа, є підвидом звичайної шерстистої мавпи. Названа на честь німецького зоолога Едуарда Фрідріха Поппіга. Срібляста шерстиста мавпа зустрічається в західній частині амазонських лісів в Бразилії, Еквадорі та Перу.

## Таксономія
Срібляста шерстиста мавпа є підвидом звичайної шерстистої мавпи ( L. lagothricha ), що підтверджує філогенетичне дослідження 2014 року.  

## Поведінка
Сріблясті шерстисті мавпи живуть різностатевими групами по 20-25 особин. Сріблясті шерстисті мавпи витрачають менше часу на відпочинок порівняно з іншими приматами. На спілкування припадає також мало часу, від 8% до 9% часу. Більшу частину часу вони витрачають на пошуки їжі. Шерстисті мавпи мають надзвичайно низький рівень агресії між самцями. Під час зіткнень самці частіше проявляють толерантність один до одного.

## Розмноження
Самки, як правило, досягають статевої зрілості раніше, ніж самці. У шерстистих мавп, родинну групу зазвичай покидає самиця. Самиці починають розмножуватися лише через рік після приєднання до нової соціальної групи. Ця затримка може бути спричинена недосягненням повної статевої зрілості або соціальними бар’єрами в групі.
Самки менш толерантні до суперниць своєї статі, ніж самці. У шерстистих мавп саме самиці домагаються самця, показуючи посмішку з відкритим ротом, одночасно хитаючи головою в бік самця.
Розмноження сріблястих шерстистих мавп відбувається переважно з травня по вересень, коли у лісі спостерігається нестача плодів. 
Дорослими стають приблизно у 3 роки. 

## Дієта
Сріблясті шерстисті мавпи витрачають більшу частину свого дня на пошук їжі. Дієта сріблястої шерстистої мавпи складається на 64%-89% з фруктів.